# HMS L18
Pour les articles homonymes, voir L18.
Le HMS L18 était un sous-marin britannique de classe L construit pour la Royal Navy pendant la Première Guerre mondiale. Le bateau a été achevé après la guerre et a été vendu à la ferraille en 1936.

## Conception
Le HMS L9 et les navires de classe L qui l’ont suivi avaient été agrandis pour recevoir des tubes lance-torpilles de 21 pouces (533 mm) et davantage de carburant. Le sous-marin avait une longueur totale de 70,4 m, un maître-bau de 7,2 m et un tirant d'eau moyen de 4 m. Ces sous-marins avaient un déplacement de 905 tonnes en surface, et 1 091 tonnes en immersion. Ils avaient un équipage de 38 officiers et matelots.
Pour la navigation en surface, ces navires étaient propulsés par deux moteurs diesel Vickers à 12 cylindres de 1 200 ch (895 kW), chacun entraînant un arbre d'hélice. En immersion, chaque hélice était entraînée par un moteur électriques de 600 ch (447 kW). Ils pouvaient atteindre la vitesse de 17 nœuds (31 km/h) en surface et 10,5 nœuds (19,4 km/h) sous l’eau. En surface, la classe L avait un rayon d'action de 3 200 milles marins (5 900 km) à 10 nœuds (19 km/h).
Les navires étaient armés de quatre tubes lance-torpilles de 21 pouces dans l’étrave et de deux tubes de 18 pouces (457 mm) sur les flancs. Ils transportaient quatre torpilles de recharge pour les tubes de 21 pouces et un total de dix torpilles de toutes tailles. Ils étaient également armés d’un canon de pont de 4 pouces (102 mm).

## Engagements
Le HMS L18 a été construit par Vickers à leur chantier naval de Barrow-in-Furness. Sa quille fut posée le 22 juin 1917, il est lancé le 21 novembre 1918 et mis en service le 15 mai 1919. En février 1927, le L18 s’entraîna avec les sous-marins HMS X1 et son sister-ship HMS L26. Le bateau a été vendu en octobre 1936 à Pembroke Dock.